# Apristurus saldanha
Apristurus saldanha är en hajart som först beskrevs av Barnard 1925.  Apristurus saldanha ingår i släktet Apristurus och familjen rödhajar. IUCN kategoriserar arten globalt som livskraftig. Inga underarter finns listade i Catalogue of Life.

## Bildgalleri

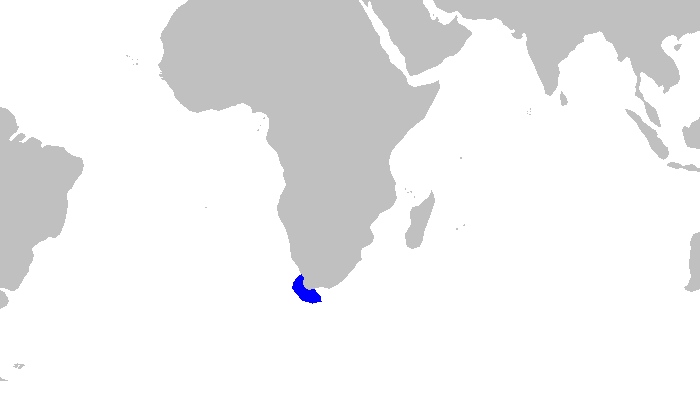